# Верхња Красњанка
Верхња Красњанка (укр. Верхня Краснянка, рус. Верхняя Краснянка) насеље је у Краснодонском рејону у Луганској области. Према попису из 2001. било је 683 становника. Основано је у XVIII веку.